# لشکر ۲۷ محمد رسول‌الله
لشکر ۲۷ محمد رسول‌الله از لشکرهای پیاده مکانیزه نیروی زمینی سپاه پاسداران انقلاب اسلامی است، که در دی‌ماه ۱۳۶۰ و در خلال جنگ ایران و عراق، تحت عنوان تیپ ۲۷ محمد رسول‌الله تشکیل شد و نخستین فرمانده آن احمد متوسلیان بود. این تیپ در سال ۱۳۶۱ پیش از عملیات بیت‌المقدس به لشکر ارتقا پیدا کرد. این یگان در سال ۱۳۸۷ در پی ادغام با نیروی مقاومت بسیج تهران، سپاه محمد رسول‌الله را شکل داد. ستاد فرماندهی لشکر ۲۷ در شهر تهران قرار دارد. هم‌اکنون سرتیپ‌دوم پاسدار سیدعلی بنایی فرماندهی لشکر ۲۷ محمد رسول‌الله را برعهده دارد.

## تاریخچه
در دی ماه ۱۳۶۰ عملیات محمد رسول‌الله از دو محور مریوان و پاوه بر روی منطقه خرمال، توسط احمد متوسلیان و محمدابراهیم همت رهبری شد که این عملیات سنگ بنای تأسیس تیپ ۲۷ محمد رسول‌الله به‌شمار می‌رود. مؤسس اصلی این لشکر احمد متوسلیان بود، که در سال ۱۳۶۰ با ادغام نیروهای سپاه مریوان، پاوه و همدان، تیپ ۲۷ محمد رسول‌الله را تشکیل داد و فرماندهی تیپ مذکور را نیز خود به عهده گرفت. این تیپ بعدها و پیش از عملیات بیت‌المقدس به لشکر تبدیل شد. محمداسماعیل کوثری از سال ۱۳۶۵ تا ۱۳۷۹ فرماندهی این لشکر را برعهده داشت.
پس از جنگ این لشکر تا سال ۱۳۷۴ مسئولیت کنترل پایتخت در شرایط غیرعادی را برعهده داشت. پس از تشکیل قرارگاه ثارالله که وظیفه اصلی‌اش برقراری امنیت شهر تهران بود، این لشکر نیز در مواقع بحرانی زیرمجموعه قرارگاه شد. در دهه ۱۳۷۰ که محمدعلی جعفری فرمانده نیروی زمینی سپاه پاسداران بود، حسین همدانی مسئولیت لشکر ۲۷ محمد رسول‌الله را برعهده گرفت. سرانجام در سال ۱۳۸۷، پس از رسیدن محمدعلی جعفری به فرماندهی کل سپاه، وی تشکیلات سازمانی سپاه را در قالب ۳۱ سپاه استانی که مرکب از نیروی زمینی و نیروی مقاومت بسیج می‌باشند، نوآرایی کرد. در پی آن لشکر ۲۷ محمد رسول‌الله و منطقه مقاومت بسیج تهران بزرگ در یکدیگر ادغام شدند و «سپاه محمد رسول‌الله تهران بزرگ» را تشکیل دادند.

## فرماندهان
- احمد متوسلیان
- رضا چراغی
- محمدابراهیم همت
- عباس کریمی قهرودی
- محمداسماعیل کوثری
- احمد سوداگر
- حسین همدانی
- حسین اسداللهی
- سعید مهتدی جعفری
- جواد خضرایی‌راد